# Queaux

Queaux este o comună în departamentul Vienne, Franța. În 2009 avea o populație de 601 de locuitori.